# Urburschenschaft

L'Urburschenschaft poursuit l'idée d'abolir les unions régionales dans les universités et de regrouper tous les étudiants dans une « Burschenschaft générale ». En politique aussi, les petits États doivent être abolis au profit d'un État allemand uni. Les protagonistes de ces idées sont Friedrich Ludwig Jahn, Ernst Moritz Arndt, Johann Gottlieb Fichte et Jakob Friedrich Fries. Un spiritus rector (de) est l'historien d'Iéna Heinrich Luden (de),.

## Création

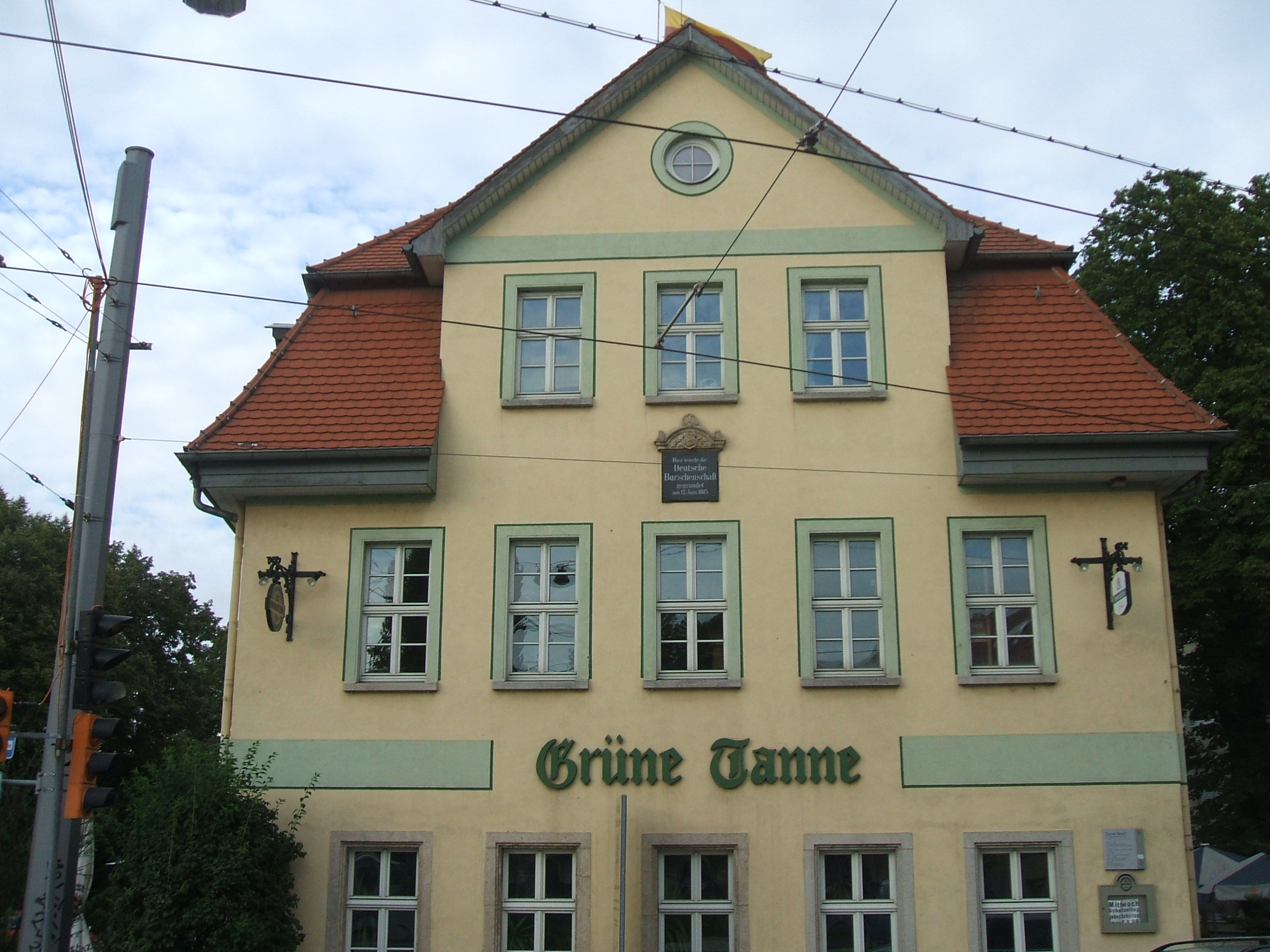
Lieu fondateur de lUrburschenschaft, auberge Grüne Tanne à Iéna-Wenigenjena, 1 Karl-Liebknecht-Strasse

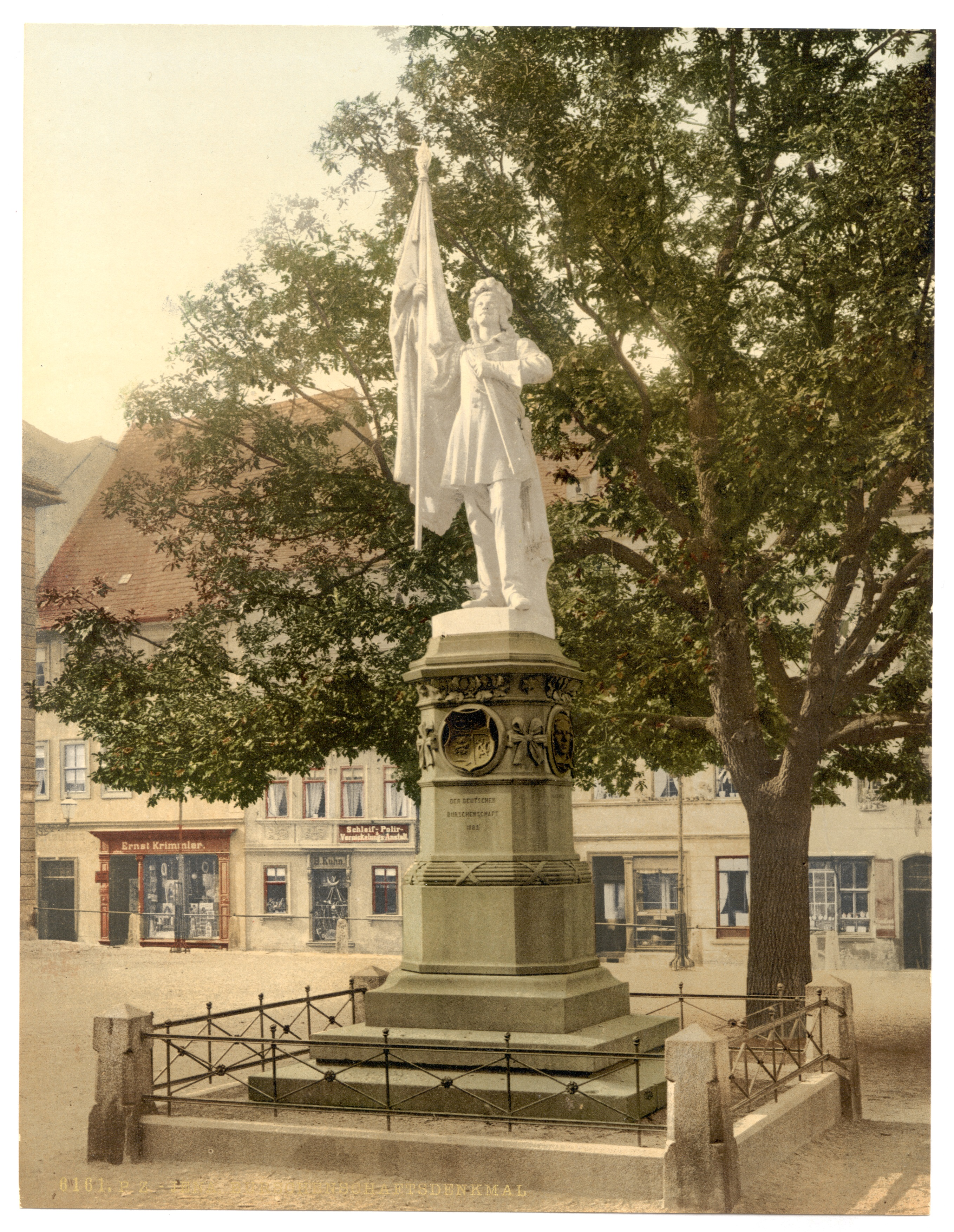
Monument à lUrburschenschaft et à ses fondateurs à Iéna. Emplacement historique sur Eichplatz, plus tard devant le nouveau bâtiment principal de l'université.

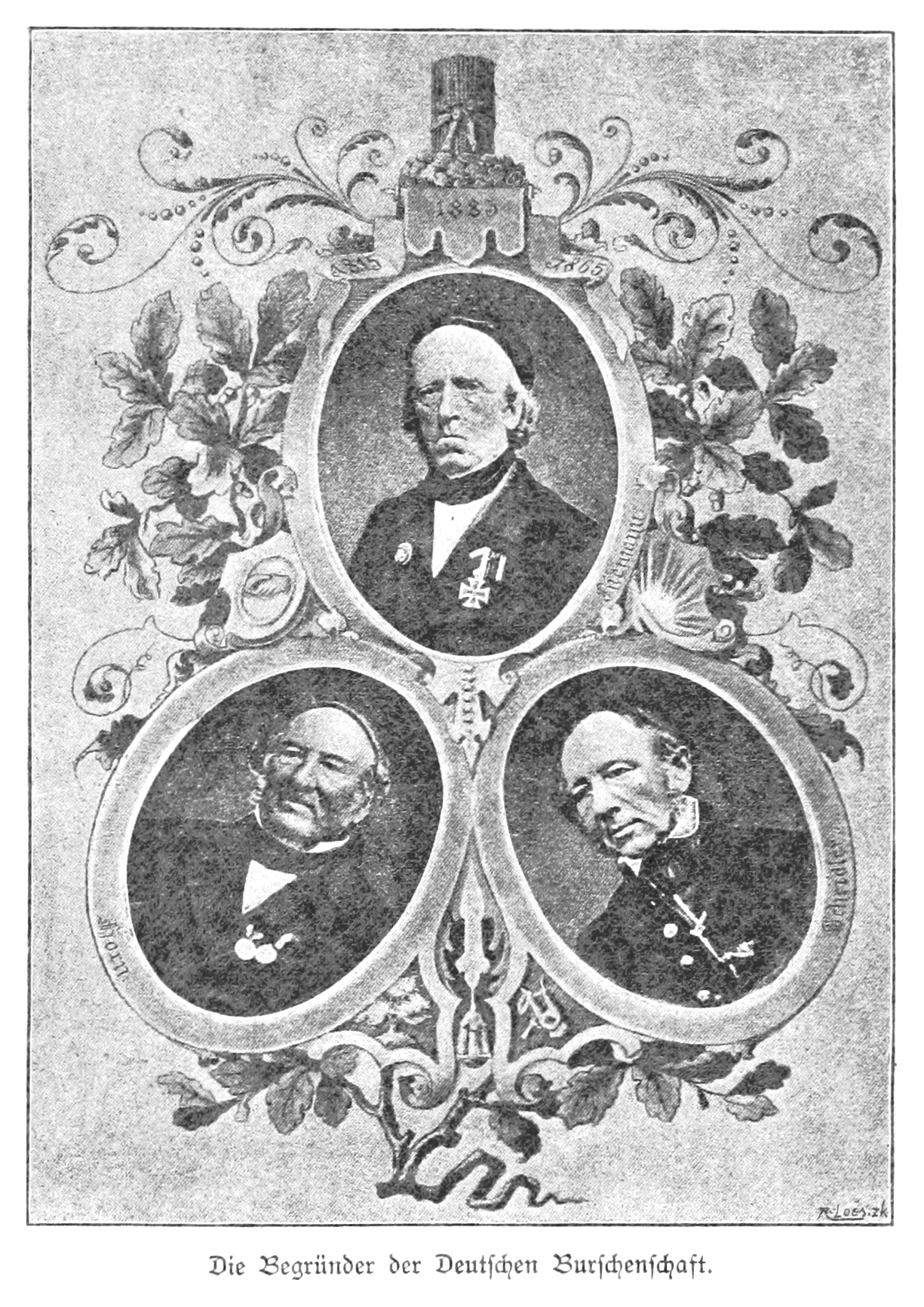
Feuille commémorative d'Iéna (1883) - les fondateurs des fraternités allemandes Riemann (en haut), Horn (à gauche) et Scheidler (à droite)

Comme dans une grande partie de la population (principalement dans la région prussienne-protestante), un patriotisme allemand distinct se développe pendant la domination étrangère napoléonienne également au sein du corps étudiant. Dès 1811-1812, Friedrich Ludwig Jahn et Karl Friedrich Friesen proposent le premier plan pour fonder une Burschenschaft (Bursche (de) est le terme contemporain pour étudiant). Les tâches doivent résider dans le renforcement de l'esprit allemand, l'amélioration morale et la préparation de la libération et de l'unification allemandes. 
Les idées sont bien reçues dans les universités des États allemands. Lorsque la formation d'associations de volontaires est autorisée en Prusse à l'époque des guerres napoléoniennes, de nombreux étudiants - dont beaucoup sont plus tard membres fondateurs de l'Urburschenschaft - rejoignent le corps franc Lützow, où ils entrent en contact avec les idées des Jahn-Friesenschen Burschenordnung. Après le retour victorieux de France, une « Wehrschaft » est fondée à Iéna en 1814, la « Teutonia » à Halle (qui est déjà fortement caractérisée par des fraternités et a pour devise « Liberté, Honneur, Patrie ! ») et à Gießen (« Noirs de Giessen » ou « Inconditionnel ») est l'une des premières associations de fraternité.
Vers 1815, les associations étudiantes dominantes sont des groupes d'étudiants d'une même origine régionale. Pour les étudiants d'Iéna, ils sont un symbole de la fragmentation des États allemands. Cependant, les associations étudiantes ne tardent pas à manifester des sentiments nationaux. Dans la nuit du 5 au 6 septembre 1812, la Landsmannschaft Vandalia Jena organise le premier festival étudiant patriotique allemand du XIXe siècle célébré au château de Kunitz (de) avec un grand feu, des chants patriotiques et des discours. Le 29 mai 1815, la Convention des anciens des Jenaische Landsmannschaften décide de se dissoudre. Le 12 juin 1815, les fraternités existantes de Thuringe, Vandalia, Franconia, Saxonia et Curonia se dissolvent et fondent la fraternité dans l'auberge « Grüne Tanne (de) » à Wenigenjena,.
La fraternité se considère comme un mouvement de réforme étudiante et est donc initialement soutenue par l'université. Le bizutage des jeunes étudiants (pénalisme (de)) et les duels sont monnaie courante dans les associations étudiantes. Dans le document constitutionnel d'Iéna, la cohabitation au sein de la fraternité est décrite en détail et l'exécution des mensurations est soumise à des règles strictes.
La cérémonie de fondation a lieu dans l'auberge "Grüne Tanne" à Wenigenjena, car cet endroit offre aux étudiants suffisamment d'espace. Le mythe selon lequel cet emplacement a été choisi parce qu'il se trouvait en dehors des limites de la ville d'Iéna et donc hors de la juridiction de l'université est faux, car la fraternité en tant que mouvement de réforme est soutenue par l'État et l'université au début. En signe de dissolution, les associations étudiantes baissent leurs drapeaux. Les responsables sont élus parmi les 143 donateurs présents : 9 directeurs et 21 membres du comité. Avec cela, la fraternité est née. Karl Horn (de), le dernier senior de la Landsmannschaft Vandalia Jena, est nommé premier orateur.
Contrairement à l'évolution ultérieure, l'idéal de regrouper tous les étudiants d'une université peut être imposé à l'Université d'Iéna vers 1815, du moins au début, dans une certaine mesure. Ainsi, 859 étudiants actifs au total appartiennent à l'« Urburschenschaft », soit environ 60% de tous les étudiants d'Iéna ayant étudié à Iéna entre le semestre d'été 1815 et le semestre d'hiver 1819/20. Aucune Burschenschaft ou autre type d'association n'a pu atteindre un tel taux de couverture par la suite.
La liste complète de tous les membres de la fraternité d'origine, le "Stamm-Buch", est maintenant en possession de la Burschenschaft Arminia auf dem Burgkeller d'Iéna et est révisée et publiée en 2005.
Le mouvement des fraternités se répand bientôt dans touts les États allemands et contraste avec les premières associations étudiantes, qui jusqu'alors prétendaient représenter les étudiants d'une université.
Dès le début, les fraternités sont des organisations politiques avec des revendications politiques : avant tout, pour des réformes démocratiques et l'unification allemande. Les associations étudiantes, en revanche, se considèrent comme des associations de régulation commune de la vie étudiante.
C'est en 1817, lors d'une rencontre de nombreux étudiants au château de la Wartbourg (Fête de la Wartbourg), que le nouveau mouvement fait sa première apparition publique. C'est à cette occasion qu'est formulé l'objectif de réunir les étudiants en une organisation unique, anticipant ainsi l'unité de l'Allemagne dans le domaine universitaire. C'est ainsi que la revue Isis oder Encyclopädische Zeitung (de) cite quelques orateurs au fête de la Wartbourg en 1817.

## Symboles d'identité

Drapeau de l'Urburschenschaft de 1816

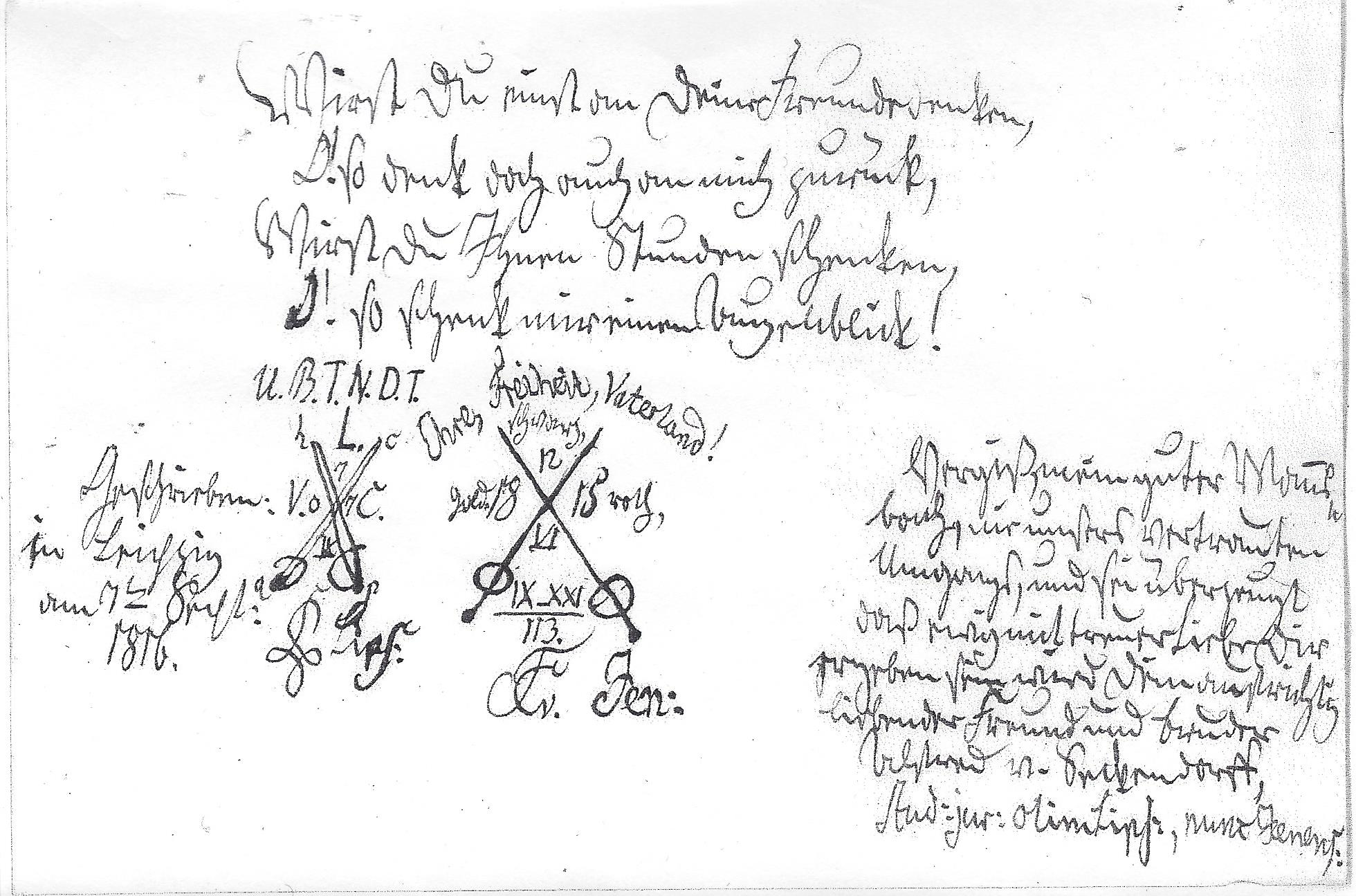
Feuille de registre d'Alfred von Seckendorff - juxtaposition unique des cercles de la fraternité d'origine et du corps

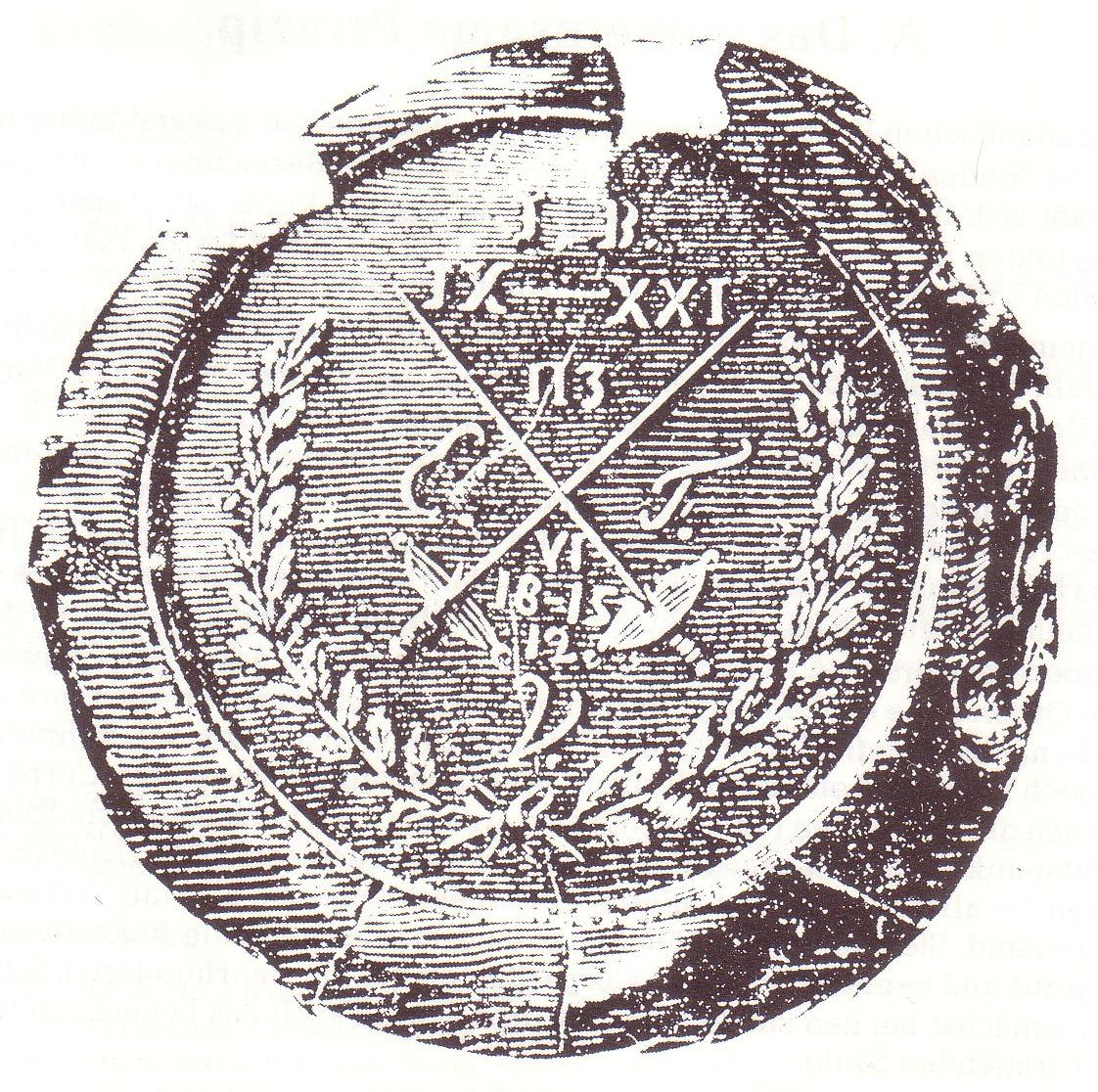
Sceau de l'Urburschenschaft

Un symbole du nouveau mouvement national est une forme spéciale de vêtements et de coiffure qui a déjà émergé pendant les guerres napoléoniennes et s'appelle l'ancien costume allemand (de), bien qu'il n'y a pas de modèles historiques. Ce costume se veut un contrepoint aux "folies de la mode française" et se compose d'une longue jupe fermée avec un col de chemise largement ouvert en haut, d'un pantalon large et d'un large béret velouté. Les cheveux longs et la barbe sont considérés comme indispensables. Ce costume est considéré comme tellement provocateur et séditieux qu'il est partiellement interdit par les autorités.
Les couleurs de l'Urburschenschaft remontent directement aux fanions de lance des uhlans du corps franc "von Lützow", divisés en rouge et noir, en plus décorés d'un ourlet frangé doré (percussion). Il se trouve aujourd'hui en prêt permanent à la Göhre (de) à Iéna, en tant que propriété commune des fraternités Arminia, Germania (de) et Teutonia. Plus tard, le "Wartburgfahne" (drapeau de la Wartbourg) est créé, rouge avec une barre noire, le tout recouvert d'une branche de chêne dorée et orné d'un ourlet à franges doré. L'un des premiers drapeaux noir, rouge et or est également accroché aujourd'hui dans la grande salle du château de la Wartbourg. Le drapeau doit former l'origine des "couleurs allemandes" noir-rouge-or (de). Ceux-ci, à leur tour, remontent aux couleurs uniformes du corps franc de Lützow dans les guerres contre Napoléon : il est noir avec un passepoil rouge et des boutons dorés.

## Impact
Alors que l'idée de la fraternité s'est répandue dans tous les États allemands et que de nouvelles fraternités sont fondées dans tous les États allemands, l'unification de tous les étudiants d'une université ne peut pas être appliquée ailleurs comme à Iéna. La tentative en 1818 de fonder une « Fraternité générale allemande » pour tous les étudiants des États allemands est également vouée à l'échec après les décrets de Carlsbad. Dans de nombreuses universités, les anciennes associations étudiantes, qui se sont appelées plus tard corps, continuent d'exister ou sont rétablies.
Bientôt, il y a aussi des luttes d'orientation au sein du mouvement « fraternité ». En 1819, l'Urburschenschaft d'Iéna se scinde en trois fraternités égales : Teutonia Jena, Germania Jena et Arminia Jena. Arminia représente des idées progressistes et Germania représente le contraire. Bientôt on parle d'une direction arministe et d'une direction germaniste au sein du mouvement des fraternités. Les Corps Saxonia, Thuringia et Franconia (de) se reforment également à partir de 1820.
À l'occasion de la dissolution de l'Urburschenschaft, August Daniel von Binzer compose la chanson Wir hatten gebauet ein stattliches Haus (de) en 1819.
Les couleurs noir, rouge et or y sont mentionnées pour la première fois, qui sont ensuite devenues le symbole du mouvement de fraternité et de démocratie dans les États allemands. Le tricolore aux couleurs allemandes est montré pour la première fois à la fête de Hambach en 1832, mais principalement selon la tradition d'Iéna de bas en haut, c'est-à-dire que la bande de couleur noire est en bas, l'or en haut.
Avec l'émancipation et la différenciation de la bourgeoisie et l'académisation de la noblesse, l'Urburschenschaft échoue avec son idéal d'un corps étudiant uniforme. Au contraire, les convents des anciens se sont renforcées. Les objectifs de l'Urburschenschaft sont ensuite en partie repris et poursuivis par le Studentisches Progress (de), par l'Association des étudiants libres (de) et - plus conséquent - par l'Association des étudiants allemands (de).
Plus de 100 ans plus tard, le national-socialisme échoue dans ses efforts pour aligner le corps étudiant allemand. Certaines fraternités étudiantes évitent d'être mises au pas et sont suspendues.

## Membres
- Eduard Alberti (de)
- Heinrich Anz
- Gustav Asverus (de)
- Karl Back (de)
- Friedrich von Basedow (de)
- Carl von Behr-Negendank (de)
- Heinrich Anton Carl Berger (de)
- Johann Christoph Biernatzki (de)
- August Daniel von Binzer
- Friedrich Bluhme
- Dieterich von Bocholtz (de)
- Heinrich Karl Brandes (de)
- Heinrich Brehmer (de)
- Ferdinand Benjamin Busch (de)
- Friedrich Busch (de)
- Gustav Callenius (de)
- Friedrich Chop (de)
- Heinrich Döring (de)
- Reinhard Eigenbrodt (de)
- August Emmerling (de)
- Bernhard Emminghaus (de)
- Georg Fein
- Karl von Fischern (de)
- Ernst Joachim Förster
- Friedrich Johannes Frommann (de)
- Karl August Ferdinand Fuchs (de)
- Heinrich von Gagern
- Johann Friedrich Gentzen (de)
- Karl Theodor Gier (de)
- Adolf Gottschalck (de)
- Carl Hermann Gütschow (de)
- Philipp Friedrich Gwinner
- Anton Haupt l'Ancien (de)
- Johann Carl Heinrichs (de)
- Ferdinand Ignaz Herbst (de)
- Karl August Heß (de)
- Karl Friedrich Vollrath Hoffmann (de)
- Karl Hoffmeister (de)
- Ludwig Hofmann (de)
- Albert Woldemar Hollander (de)
- Karl Horn (de)
- Heinrich von der Hude (de)
- Emil Huschke (de)
- Karl Friedrich Andreas Jacobi (de)
- David Jahn (de)
- Eduard von Keller (de)
- Friedrich August Klein (de)
- Karl Ludwig von Kleist (de)
- Emil Wilhelm Krummacher (de)
- Friedrich Wilhelm Krummacher (de)
- Adrian Langbein (de)
- Friedrich von Laßberg (de)
- Heinrich Leng (de)
- Heinrich Leo
- Friedrich Liss (de)
- Uwe Jens Lornsen (de)
- Hans Ferdinand Maßmann (de)
- Wolfgang Menzel
- Wilhelm Bernhard Mönnich (de)
- Carl Müller (de)
- Franz Ernst Neumann
- Gottfried Osann
- Anton Friedrich Ludwig Pelt (de)
- Karl Piderit (de)
- Anton Probsthan (de)
- Friedrich Heinrich Ranke (de)
- Friedrich Reinhold (de)
- Heinrich Riemann (de)
- Georg Wilhelm Röder (de)
- Ludwig Roediger (de)
- Karl Ludwig Sand
- Karl Hermann Scheidler (de)
- Ernst von Schiller (de)
- Heinrich Schmid (de)
- Georg August Ludwig Schmidtborn (de)
- Hermann Schröder (de)
- Gottlieb Heinrich von Schröter (de)
- Hans Rudolf Schröter (de)
- Wilhelm von Schröter (de)
- Hermann Schuderoff (de)
- Christian Schüler (de)
- Alfred von Seckendorff (de)
- Dietrich von Stein (de)
- Georg Jacob Stockinger (de)
- Georg Christian Strecker (de)
- Gottfried Wilhelm Stüler (de)
- Gustav Susemihl (de)
- Ludwig von Szymborski (de)
- Ferdinand Teuffer (de)
- Heinrich Aloisius Treiber (de)
- Karl Christian Ulmann (de)
- Carl Uterhart (de)
- Christian August Valentiner (de)
- Johann Heinrich Volkening (de)
- Karl Völker (de)
- Friedrich Wilhelm Wachsmuth (de)
- Julius Walter (de)
- Philipp Heinrich Welcker (de)
- Ernst Weller (de)
- Robert Wesselhöft (de)
- Friedrich von Wintzingerode (de)
- Ferdinand Johannes Wit von Dörring (de)
- Johann Joachim Christian Zerrenner (de)
- Adolf von Zerzog (de)